# Riopa anguina
Riopa anguina — вид сцинкоподібних ящірок родини сцинкових (Scincidae). Мешкає в Південно-Східній Азії.

## Поширення і екологія
Riopa anguina мешкають в М'янмі і Таїланді. Вони живуть в сухих тропічних листяних і вічнозелених лісах та в саванах.